# بلبل منقط الرقبة
بلبل منقط الرقبة (الاسم العلمي: Pycnonotus tympanistrigus) (بالإنجليزية: Spot-necked Bulbul)‏ هو نوع من الطيور يتبع جنس البلبل من فصيلة البلابل.